# بلو بیتل
بلو بیتل (به انگلیسی: Blue Beetle) عنوان سه شخصیت خیالی ابرقهرمان است که از سال ۱۹۳۹ در کتب کامیک چندین انتشارات مختلف از جمله چارلتون کامیکس و دی‌سی کامیکس وجود دارد؛ و برای اولین بار، در شمارهٔ ۱ از مجلهٔ میستری من کامیکس (اوت ۱۹۳۹) معرفی شد. نخستین بلو بیتل توسط انتشارات فاکس کامیکس خلق شد و بعدها به چارلتون کامیکس تعلق گرفت.
اولین بیتل دن گرت نام داشت و قدرت‌های خود را از ویتامین خاصی بدست آورد که بعدها قدرت‌های او به اِسکرب مقدس تغییر یافت. دومین بلو بیتل توسط چارلتون کامیکس به عنوان جانشین دن گرت، تحت نام تِد کُرد بود. او همراه با تعدادی دیگر از شخصیت‌های چارلتون کامیکس، در مجموعه کمیک بحران در زمین‌های بی‌نهایت به دنیای دی‌سی کامیکس وارد شد. کرد از هیچگونه توانایی ابرانسانی برخوردار نبود، اما از علم و دانش به منظور خلق ابزارهای مختلفی برای کمک به او در مبارزه با جنایت استفاده می‌کرد. او همچنین یکی از اعضای گروه لیگ عدالت آمریکا به‌شمار می‌رفت و بعدها در خط داستانی مجموعه اینفینیت کرایسس از دی‌سی کامیکس کشته شد.
سومین شخصیت بلو بیتل جیمی ریس نام دارد که توسط دی‌سی کامیکس ساخته شده‌است. جیمی یک نوجوان دبیرستانی است که پس از یافتن اِسکرب و پیوند با آن از توانایی‌های ابرانسانی برخوردار شد. در طول سال‌ها او به تیم تایتان‌های نوجوان ملحق شد و در دو مجموعه کمیک بلو بیتل حضور یافت.